# Ingbo, Nora socken

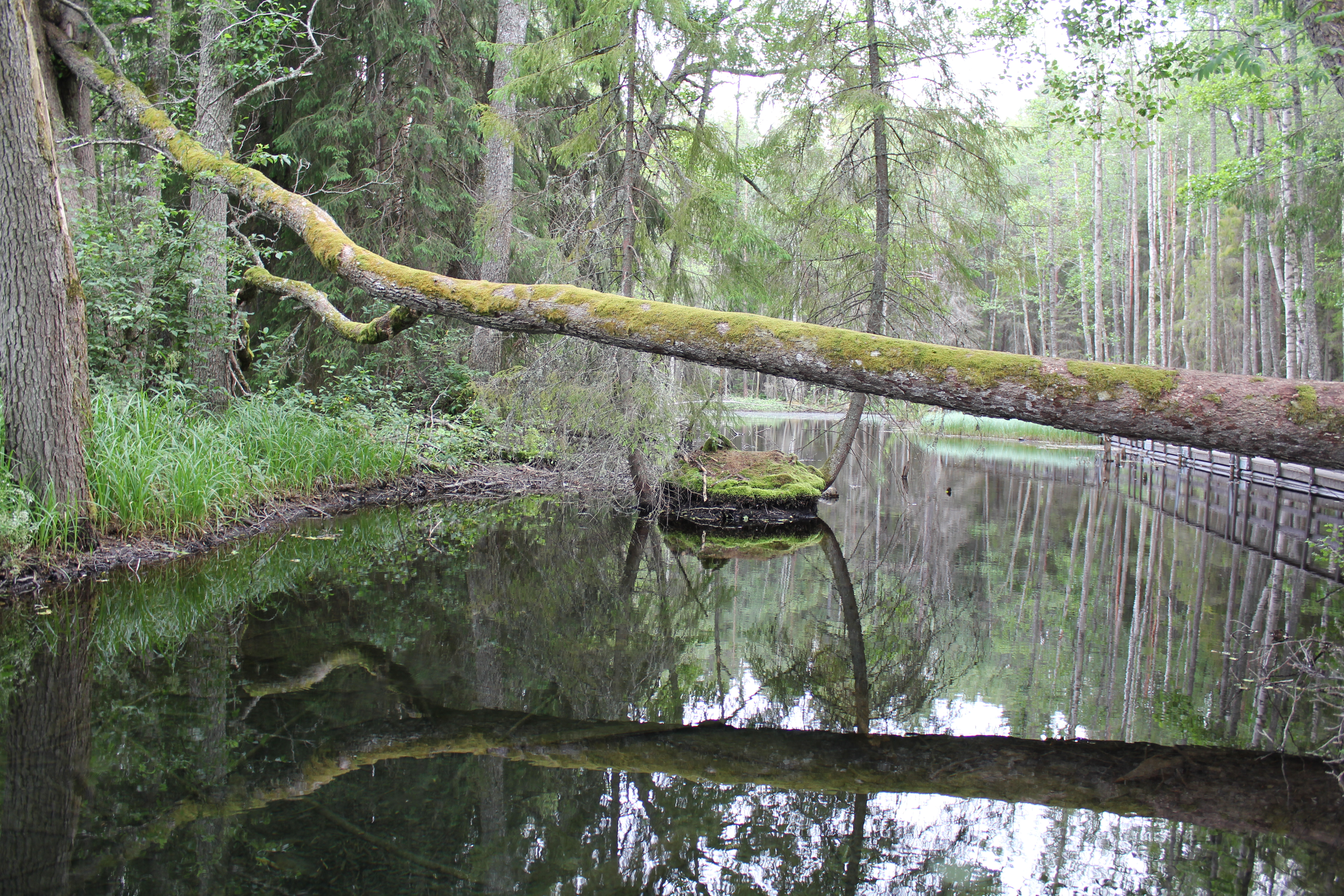
Ingbo källor i juli 2012.

Ingbo är en by i Nora socken, Heby kommun, Uppsala län.
Byn omtalas första gången 1362. Under 1500-talet fanns där två mantal skattejord, samt en utjord till byn Östa. 1658 fanns det fyra bondgårdar i Ingbo.
Ingbo källor, vid byns gamla kvarnplats, är idag naturreservat. Här finns idag en nybyggd[när?] fullt fungerande kopia på byns gamla skvaltkvarn. Kvarnen i Ingbo omtalas första gången 1617, och tillhör därmed de ganska få kvarnarna i trakten som existerade före kvarntullens införande på 1620-talet.